# De Bueren

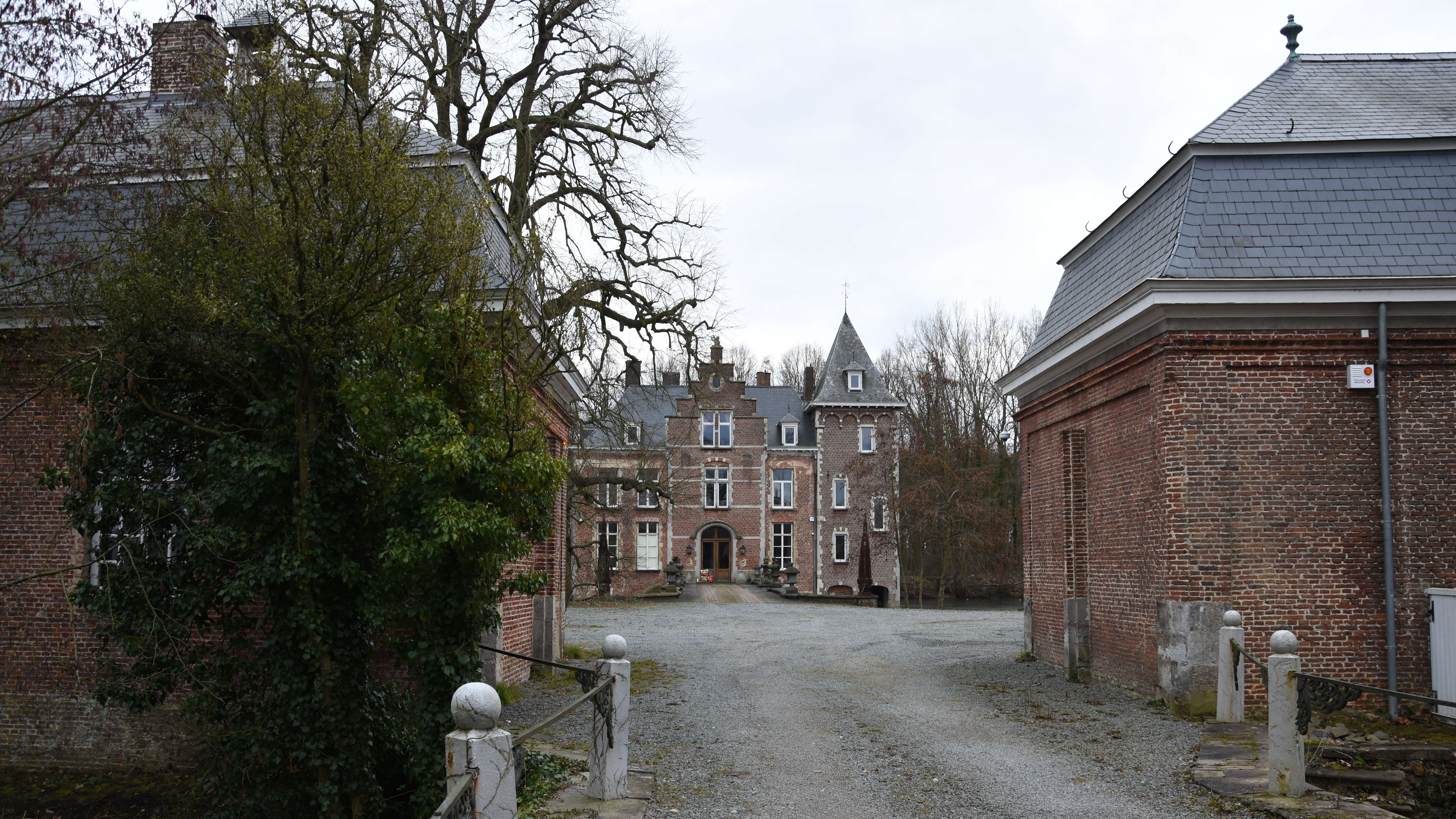
Kasteel_de_Bueren

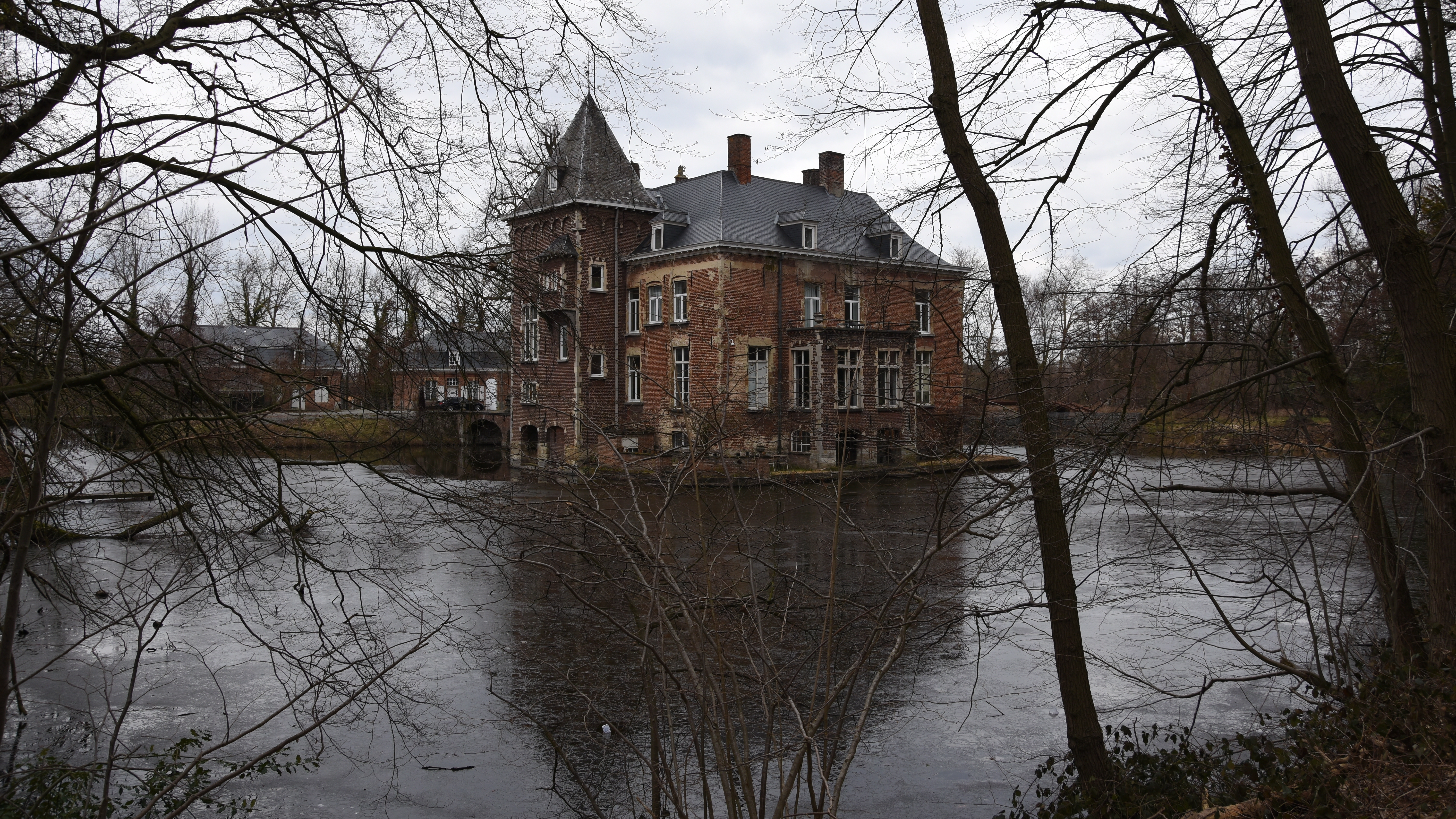
Kasteel de Bueren

De Bueren was een Belgische adellijke familie.

## Geschiedenis
- Vincent van Buren (circa 1440-1500), aanvoerder van de 600 Franchimontezen tegen hertog Karel de Stoute in 1468, wordt herdacht doordat zijn naam gehecht is aan de Montagne de Bueren, een ongewoon steile trap in Luik.
- In 1787 verleende keizer Jozef II de titel graaf aan Christophe-Bernard de Bueren, erfelijk ridder van het Heilige Roomse Rijk en kolonel in het dragonderregiment d'Arberg.
- In 1829 werd onder het Verenigd Koninkrijk der Nederlanden adelserkenning verleend, met de titel graaf, aan Jean-Joseph de Bueren, zoon van Christophe-Bernard. Hij lichtte echter de open brieven niet, zodat de erkenning zonder gevolg bleef.

## Adel
Op 25 november 1859 werden de vier zoons van Jean-Joseph de Bueren (hierboven) en van Catherine Borluut, alle vier geregistreerd als grootgrondbezitters, erkend in de erfelijke adel, met telkens de titel graaf:
- Jean-Adolphe Alphonse de Bueren (Gent, 18 juni 1799 - Kwatrecht, 8 juli 1873) kreeg de grafelijke titel overdraagbaar bij eerstgeboorte. Hij bleef vrijgezel.
- Isidore Désiré Bernard de Bueren (Gent, 5 april 1801 - Waasmunster, 11 juli 1878) kreeg de grafelijke titel overdraagbaar op alle afstammelingen. Hij trouwde in Gent in 1837 met Stéphanie de Kerchove de Denterghem (1818-1897).
  - Alfred de Bueren (1838-1869), cavalerieofficier, attaché bij de minister van Oorlog, trouwde in Elsene in 1865 met Léonie Fortamps (1844-1883). Het echtpaar kreeg een dochter die kloosterzuster werd. De weduwe hertrouwde in 1874 met lord Jean Dormer.
  - Léonce de Bueren (1840-1919), cavalerieofficier, trouwde in Elsene in 1869 met Elisabeth Fortamps (1851-1902), zus van bovengenoemde. Het echtpaar kreeg twee dochters.
    - Berthe de Bueren (1871-1950), laatste van de Buerens, trouwde met senator Gaston Behaghel, die in 1921 vergunning kreeg om de Bueren aan zijn familienaam toe te voegen.
- Edouard Joseph de Bueren (Gent, 14 mei 1804 - 26 oktober 1886) trouwde in 1844 in Gent met Octavie d'Alcantara (1823-1878). Het echtpaar kreeg drie dochters. Hij kreeg de grafelijke titel voor zichzelf persoonlijk.
- Emmanuel Joseph Louis de Bueren (Gent, 21 mei 1806 - 21 mei 1871) kreeg de grafelijke titel voor zichzelf persoonlijk. Hij bleef vrijgezel.

## Kasteel
Het 16e-eeuwse waterkasteel Ter Elst, nu gekend als Kasteel de Bueren in Melle-Kwatrecht, werd aangekocht door voornoemde Christophe de Bueren. Het werd geërfd door Berthe de Bueren en haar man Gaston Behaghel de Bueren. Het bleef eigendom van Anne-Marie Behaghel de Bueren (Gent, 1904 - Melle, 1996). Het werd in 2007 verkocht aan de kunstenaar Wim Delvoye die het, na veel onenigheid met de overheid, te koop stelde in 2011, voor een bedrag van 700 000 euro.